# Heeresmunitionsanstalt Lehre

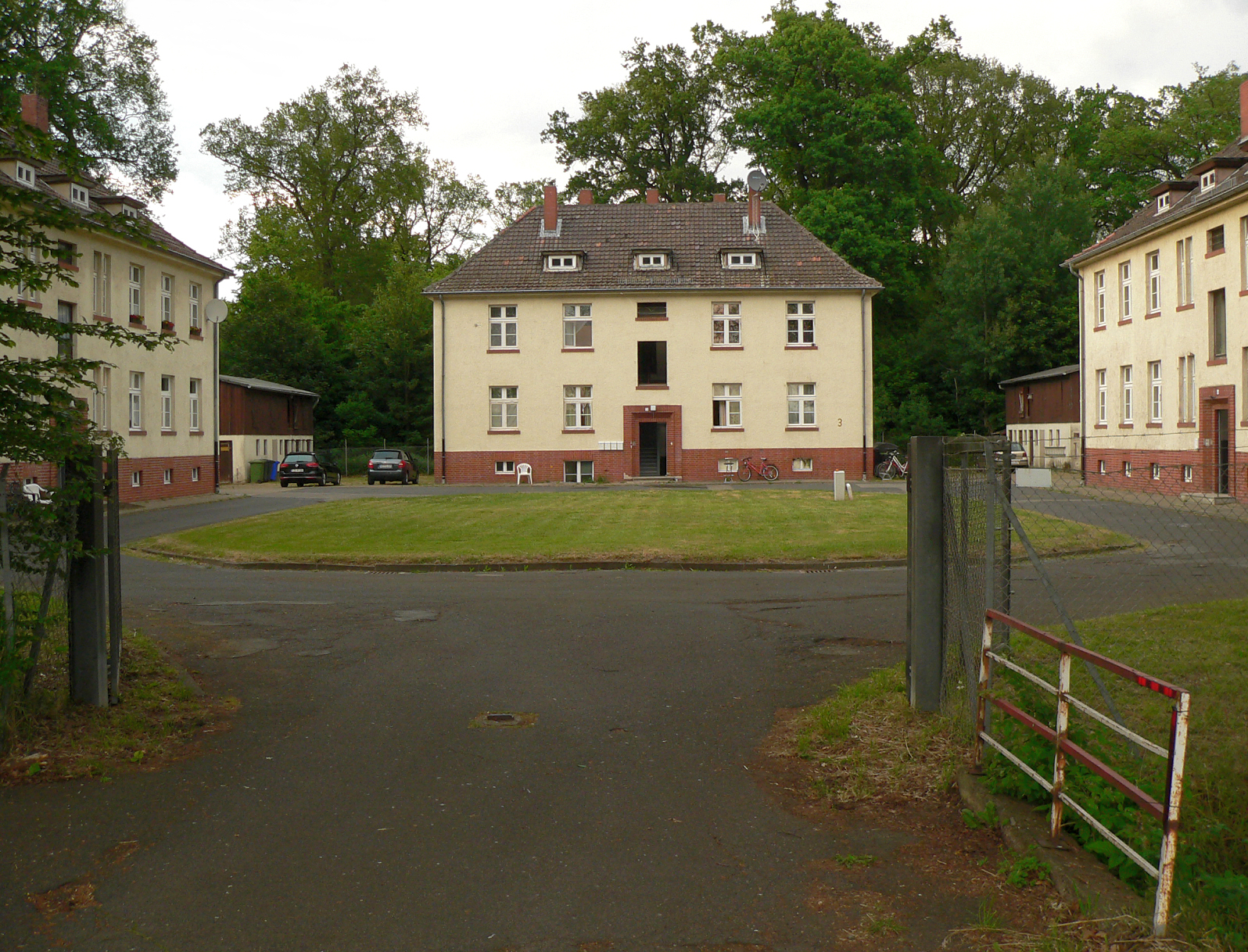
Wohngebäude der ehemaligen Heeresmunitionsanstalt

Die Heeresmunitionsanstalt Lehre war eine Munitionsanstalt der Wehrmacht, die etwa auf halber Strecke zwischen Braunschweig und Wolfsburg östlich von Lehre im Forst Kampstüh auf einem rund 200 Hektar großen Gelände lag.

## Geschichte

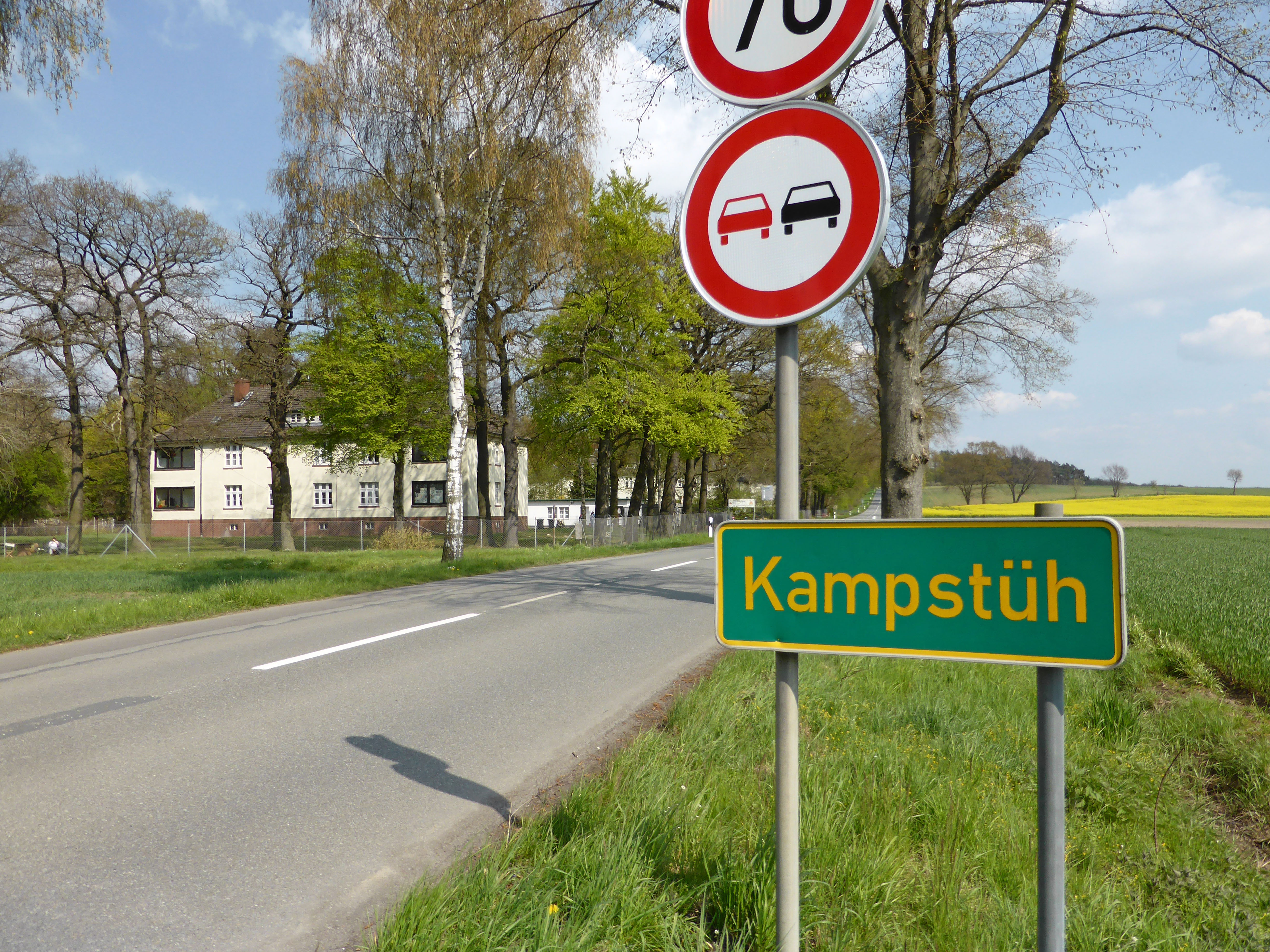
Kampstüh mit Gebäuden der ehemaligen Heeresmunitionsanstalt

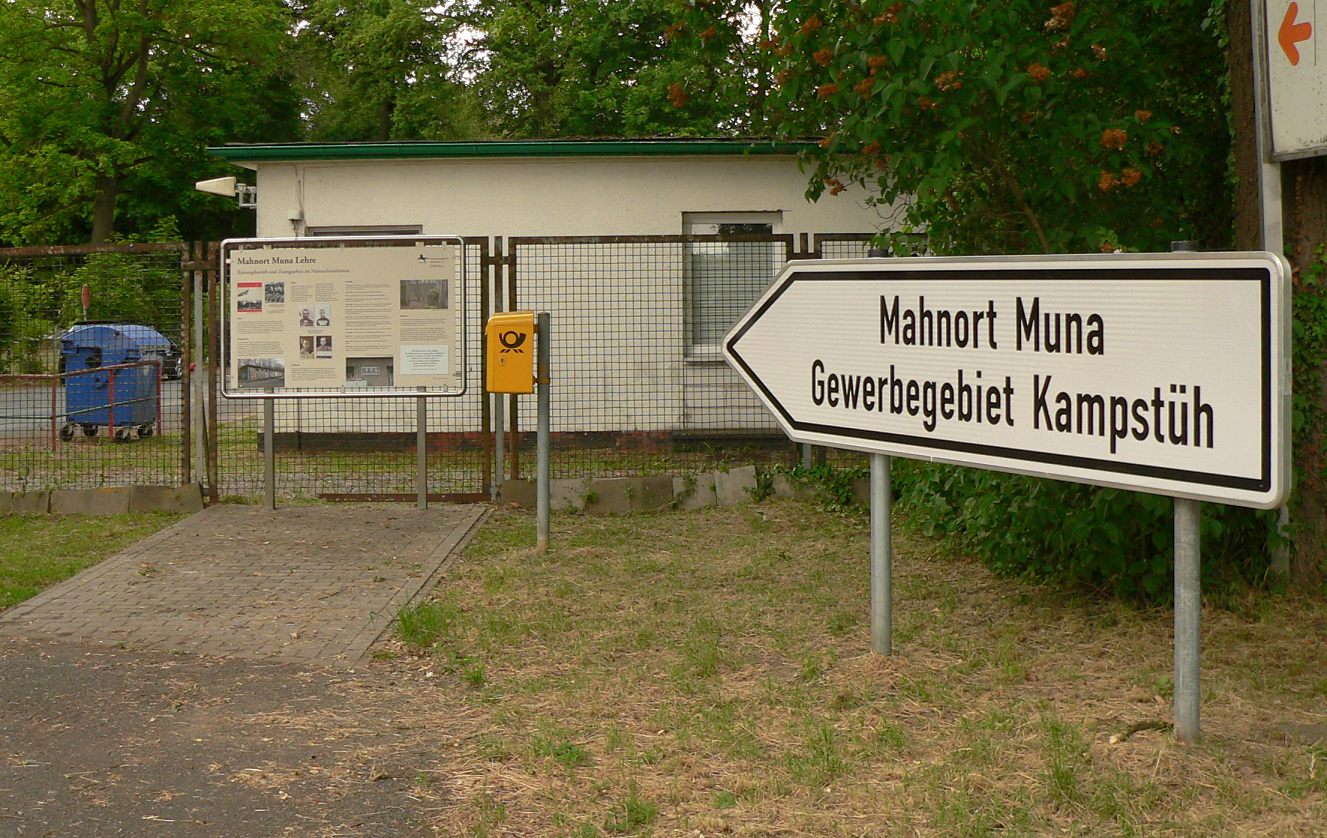
Mahnort mit Informationstafel

Die Anfänge der Heeresmunitionsanstalt gehen auf das Jahr 1934 zurück, als der Freistaat Braunschweig das Grundstück an die Heeresverwaltung verkaufte. Ab 1936 wurde dort Munition für die Wehrmacht produziert. Bis 1945 wurden rund 1200 Kriegsgefangene in der Heeresmunitionsanstalt Lehre als Zwangsarbeiter eingesetzt. Am 12. April 1945 wurde die Heeresmunitionsanstalt Lehre von Truppen der 5. US-Panzerdivision eingenommen. Von Sommer 1945 bis Februar 1951 war das Gelände von der britischen Besatzungsmacht besetzt. Später befanden sich auf dem Gelände unter anderem die Standortmunitionsniederlage 231/2 Lehre der Bundeswehr und ein Teilelager der Volkswagen AG.
Von der Schuntertalbahn zweigte ab 1935 südlich des Bahnhofs Lehre ein bis zur Heeresmunitionsanstalt führender Gleisanschluss ab. Diese rund drei Kilometer lange Bahnstrecke war bis Anfang der 1950er-Jahre in Betrieb. Neben dem Munitionstransport diente die Bahnlinie zeitweise auch der Beförderung von Arbeitern von Braunschweig zur Heeresmunitionsanstalt. 1989 wurden die letzten Gleise demontiert. 2019 erwarb ein Naturschutzverein das ehemalige Bahngelände, um es als Naturgebiet zu belassen.
Ein Teil des Geländes der ehemaligen Heeresmunitionsanstalt Lehre befindet sich heute in Privatbesitz und dient Wohnzwecken und Gewerbebetrieben. Einige Bunker sind noch erhalten und dienen dem Fledermausschutz. Das Naturwaldreservat Kampstüh steht heute unter Naturschutz. Seit dem 1. November 2012 steht die ehemalige Heeresmunitionsanstalt Lehre, sowohl die gesamte Gruppe baulicher Anlagen als auch viele Einzelgebäude, unter Denkmalschutz.
2025 wurde eine Kampfmittelräumung auf 26 Hektar abgeschlossen, bei der 70.000 Teile von Munitionsaltlasten geborgen wurden.